# Aglaophamus polyphara
Aglaophamus polyphara är en ringmaskart som först beskrevs av Schmarda 1861.  Aglaophamus polyphara ingår i släktet Aglaophamus och familjen Nephtyidae. Inga underarter finns listade i Catalogue of Life.